# ピタゴラス音律
ピタゴラス音律（ピタゴラスおんりつ）は、音階の全ての音と音程を周波数比3:2の純正な完全五度に基づいて導出する音律である。
ピタゴラス音律は初期ルネサンスまでの西洋音楽の標準的な音律であり、また中国や日本の伝統音楽の音律も同様の原理に基づくものである（三分損益法）。
ピタゴラス音律では純正な五度と四度の音程が得られるが、三度と六度は純正にならない。ルネサンス音楽において三度と六度の使用が増えると、五度を狭めることによって三度をより純正に近づける中全音律が普及した。

## 方法
例としてD（ニ）を起点に、上下に3回ずつ、周波数比3:2の純正な完全五度の音程にある音を得ることを繰り返すと以下のようになる。
F - C - G - D - A - E - B
この7つの音は全音階を構成する音である。得られた音は実際には広い音域に渡っているが、オクターヴ関係にある音には同じ音名が与えられるため、オクターヴ単位で音高を移して、これらを1オクターヴの範囲内に配列することでピタゴラス音律による全音階が得られる。
この作業をさらに拡張しようとすると問題が浮上する。同様の作業をさらに上下に3回ずつ行うと以下のようになる。
A♭ - E♭ - B♭ - F - C - G - D - A - E - B - F♯ - C♯ - G♯
12平均律においてはA♭とG♯のような異名同音は実際に全く同じ音であるが、このA♭とG♯には約23.460セント≒1/4半音の差が生じる。この差をピタゴラスコンマと呼ぶ。
したがって、半音階を構成するために、A♭を省いてE♭からG♯までの12音を用いた場合、G♯からE♭への音程は、3:2の比率による純正な完全五度（約701.955セント）よりもピタゴラスコンマ1つ分狭い音程（約678.495セント）になる。この音程による和音は顕著なうなりを生じるため、狼の吠声に例えてウルフの五度(en:Wolf interval)と呼ばれる。
| 音名 | Dからの音程 | 計算式                                                                                | 比率                                | 大きさ (セント) | 平均律との差 (セント) |
| ---- | ----------- | ------------------------------------------------------------------------------------- | ----------------------------------- | --------------- | --------------------- |
| A♭   | 減五度      | {\displaystyle \left({\frac {2}{3}}\right)^{6}\times 2^{4}}                           | {\displaystyle {\frac {1024}{729}}} | 588.27          | -11.73                |
| E♭   | 短二度      | {\displaystyle \left({\frac {2}{3}}\right)^{5}\times 2^{3}}                           | {\displaystyle {\frac {256}{243}}}  | 90.225          | -9.775                |
| B♭   | 短六度      | {\displaystyle \left({\frac {2}{3}}\right)^{4}\times 2^{3}}                           | {\displaystyle {\frac {128}{81}}}   | 792.18          | -7.82                 |
| F    | 短三度      | {\displaystyle \left({\frac {2}{3}}\right)^{3}\times 2^{2}}                           | {\displaystyle {\frac {32}{27}}}    | 294.135         | -5.865                |
| C    | 短七度      | {\displaystyle \left({\frac {2}{3}}\right)^{2}\times 2^{2}}                           | {\displaystyle {\frac {16}{9}}}     | 996.09          | -3.91                 |
| G    | 完全四度    | {\displaystyle {\frac {2}{3}}\times 2}                                                | {\displaystyle {\frac {4}{3}}}      | 498.045         | -1.955                |
| D    | 一度        | {\displaystyle {\frac {1}{1}}}                                                        | {\displaystyle {\frac {1}{1}}}      | 0.000           | 0.000                 |
| A    | 完全五度    | {\displaystyle {\frac {3}{2}}}                                                        | {\displaystyle {\frac {3}{2}}}      | 701.955         | 1.955                 |
| E    | 長二度      | {\displaystyle \left({\frac {3}{2}}\right)^{2}\times {\frac {1}{2}}}                  | {\displaystyle {\frac {9}{8}}}      | 203.91          | 3.91                  |
| B    | 長六度      | {\displaystyle \left({\frac {3}{2}}\right)^{3}\times {\frac {1}{2}}}                  | {\displaystyle {\frac {27}{16}}}    | 905.865         | 5.865                 |
| F♯   | 長三度      | {\displaystyle \left({\frac {3}{2}}\right)^{4}\times \left({\frac {1}{2}}\right)^{2}} | {\displaystyle {\frac {81}{64}}}    | 407.82          | 7.82                  |
| C♯   | 長七度      | {\displaystyle \left({\frac {3}{2}}\right)^{5}\times \left({\frac {1}{2}}\right)^{2}} | {\displaystyle {\frac {243}{128}}}  | 1109.775        | 9.775                 |
| G♯   | 増四度      | {\displaystyle \left({\frac {3}{2}}\right)^{6}\times \left({\frac {1}{2}}\right)^{3}} | {\displaystyle {\frac {729}{512}}}  | 611.73          | 11.73                 |

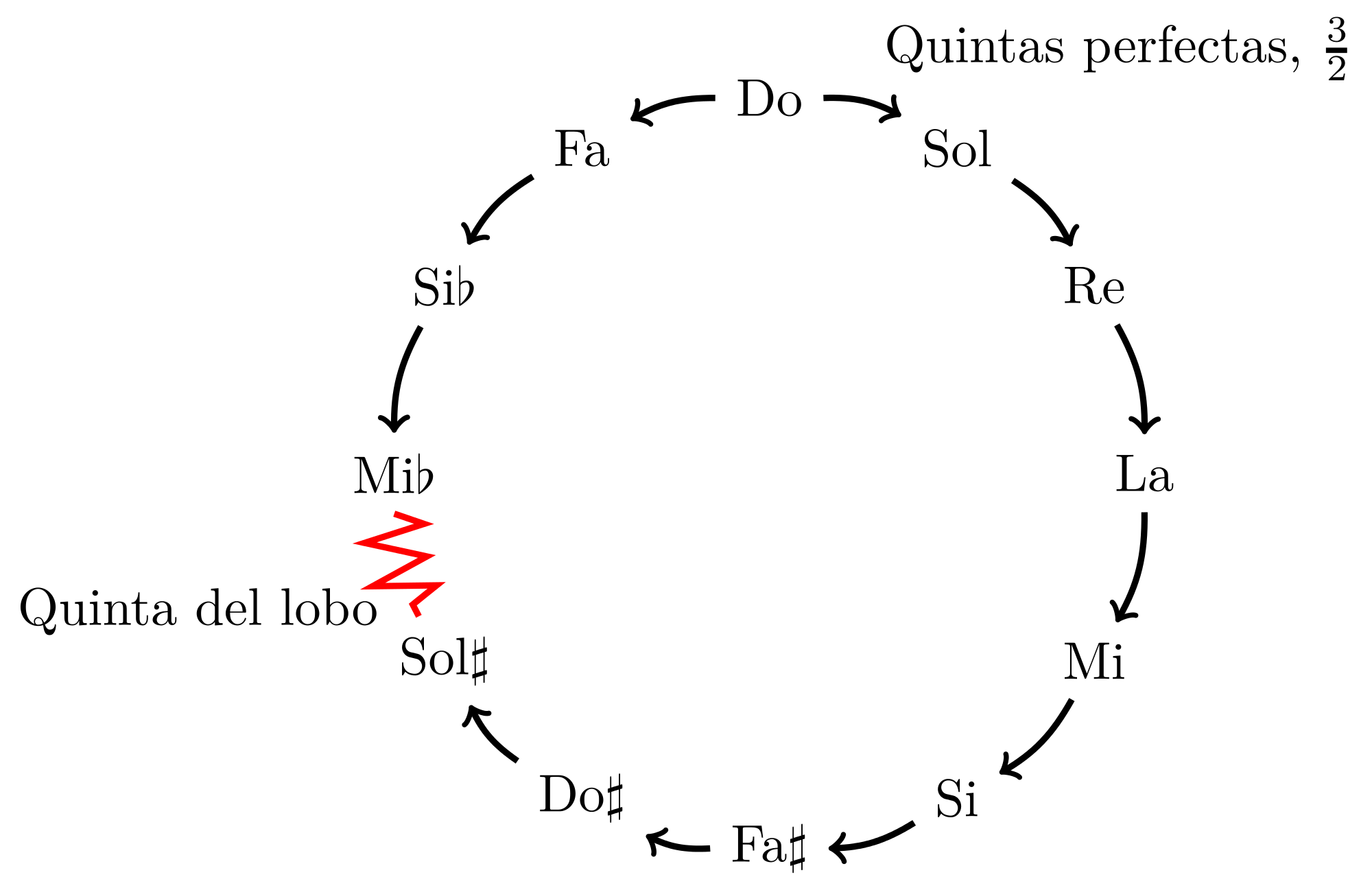
ピタゴラス音律の五度圏

上記の音律でハ長調の音階を構成すれば以下のようになる。
| 音名 | C   | C   | D   | D   | E     | E       | F       | F   | G   | G   | A     | A     | B       | B       | C       | C   |
| 比率 | 1/1 | 1/1 | 9/8 | 9/8 | 81/64 | 81/64   | 4/3     | 4/3 | 3/2 | 3/2 | 27/16 | 27/16 | 243/128 | 243/128 | 2/1     | 2/1 |
| 間隔 | －  | 9/8 | 9/8 | 9/8 | 9/8   | 256/243 | 256/243 | 9/8 | 9/8 | 9/8 | 9/8   | 9/8   | 9/8     | 256/243 | 256/243 | －  |

## 音程の大きさ

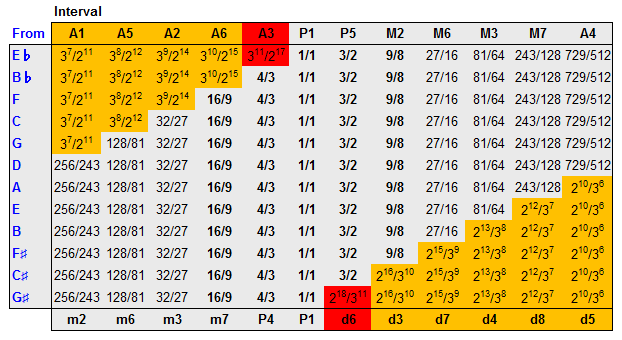
Dを起点としたピタゴラス音律の各音程の周波数比率。音程名は英語の略称（例：完全五度→P5）。純正音程は太字で記し、ウルフの音程は赤でハイライトしている。

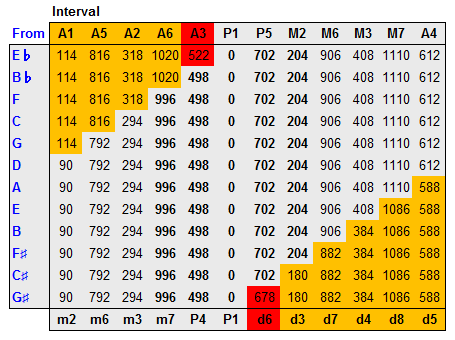
Dを起点としたピタゴラス音律の各音程のセント値の概数。音程名は英語の略称（例：完全五度→P5）。純正音程は太字で記し、ウルフの音程は赤でハイライトしている。

ピタゴラス音律では異名同音的音程は異なる大きさを持つ。表に上記の12の音からの各音程の周波数比率とおおよそのセント値を示す。
その定義上、ピタゴラス音律の11の完全五度は比率3:2、すなわち約701.955セントである。五度圏を閉じるためには、平均律がそうであるように、12個の完全五度の平均値は700セントであることが要求されるため、 残る1つは約678.495セントになる（ウルフの五度）。このウルフの五度は異名同音による五度であるため、より正確には減六度である。
- 9つの短三度は約294.135セント、3つの増二度は約317.595セント、その平均値は300セント。
- 8つの長三度は約407.820セント、4つの減四度は約384.360セント、その平均値は400セント。
- 7つの全音階的半音(短二度)は約90.225セント、5つの半音階的半音(増一度)は約113.685セント、その平均値は100セント。

つまりピタゴラス音律では、異名同音的音程にはピタゴラスコンマ1つ分(約23.460セント)の差が存在する。
ピタゴラス音律は純正な長三度を持たないが、減四度として生成された音程は長三度の純正音程(比率5:4、約386.314セント)と僅差(約1.954セント)になる。これはピタゴラス音律の長三度と純正な長三度の差であるシントニックコンマ(約21.506セント)が、ピタゴラスコンマとごく近いことによる結果である。